# Sam van Schaik
Sam van Schaik is een Engels tibetoloog, met als speciale studiegebieden het Tibetaans, de (vroege) geschiedenis van Tibet en het Tibetaans boeddhisme. Van Schaik doet onderzoek voor de Tibetan and Himalayan Library.

## Leven
Hij behaalde zijn Ph.D in Tibetaans boeddhistische literatuur aan de Universiteit van Manchester in 2002, met zijn proefschrift over de dzogchen-werken van Jigme Lingpa. Sinds 2002 doceert hij aan de School of Oriental and African Studies van de Universiteit van Londen op het gebied van het Tibetaans en Centraal-Aziatische boeddhisme.
Sinds 1999 werkt Van Schaik aan het International Dunhuang Project van het Oriental and India Office in de British Library in Londen. Hier onderzoekt hij de manuscripten van Dunhuang die Aurel Stein uit Dunhuang meebracht. Tussen 2002 en 2005 stelde hij voor het project een gedetailleerde catalogus samen van de Tibetaanse tantrische manuscripten, die hij in 2006 online publiceerde. Anno 2009 onderzoekt hij de paleografie van de Tibetaanse en Chinese Dunhuang-manuscripten.
Hij schreef verschillende boeken en publiceert onder andere voor het Journal of the International Association of Tibetan Studies..